# 四国電線
四国電線株式会社（しこくでんせん、英: SHIKOKU CABLE CO., LTD.）は香川県さぬき市に置く電線の製造メーカー。

## 主力製品・事業
- 高周波同軸ケーブル
- 高発泡高周波同軸ケーブル
- テレビ受信用同軸ケーブル
- プラスチック光ファイバーケーブル
- マイクロホンコード
- フィーダ線

## 主要事業所
- 本社 - 香川県さぬき市寒川町石田西1576-5
- 東京支社 - 東京都港区芝公園2丁目9番1号 芝マツオビル2F
- 名古屋営業所 - 愛知県名古屋市天白区平針3丁目709番地
- 西日本営業所 - 香川県さぬき市寒川町石田西1576番地5
- 九州営業所 - 福岡県福岡市博多区博多駅東2丁目6番23号住友博多駅前第2ビル 6F

## 沿革
- 1946年 - 創業。
- 1989年 - 設立。
- 2011年 - 古河ASより平河ヒューテックが買収。

## 主要関係会社

### 海外グループ企業
- 四国電線（中国／香港）
- 四国電線（中国／東莞）
- SHIKOKU CABLE NORTH AMERICA,INC.（アメリカ）